# بيتكوين في السلفادور
أصبحت السلفادور أول دولة في العالم تستخدم البيتكوين كعملة قانونية بعد اعتمادها من قِبل الجمعية التشريعية للسلفادور في عام 2021. وقد روج لهذا القرار الرئيس نجيب بقيلة، حيث زعم أن استخدام البيتكوين سيحسن الاقتصاد من خلال تسهيل العمليات المصرفية للسلفادوريين وتشجيع الاستثمار الأجنبي. بحلول عام 2022، أصبح عدد السلفادوريين الذين يستخدمون محافظ البيتكوين لايتنينغ أكثر من عدد الذين يملكون حسابات بنكية. وفي عام 2023، نسب نجيب هذا التغيير إلى زيادة السياحة في السلفادور بنسبة 95%. ومع ذلك، تعرضت هذه الخطوة لانتقادات داخلية ودولية بسبب تقلبات البيتكوين، وتأثيره البيئي، ونقص الشفافية فيما يتعلق بالسياسة المالية للحكومة. وفي عام 2024، وافقت السلفادور على تقليص جزئي لتعاملها مع البيتكوين كجزء من اتفاق أبرمته مع صندوق النقد الدولي.

## تاريخ

### خلفية تاريخية
كانت الكولون (SVC) العملة الرسمية للسلفادور من عام 1892 حتى تم استبدالها بالدولار الأمريكي في 1 يناير 2001. حدث ذلك عندما أقرّت الجمعية التشريعية للسلفادور قانون التكامل النقدي خلال إدارة الرئيس السابق فرانسيسكو فلوريس. سمح القانون بالتداول الحر للدولار الأمريكي وأزال الكولون من التداول. كان الهدف من دولرة السلفادور تحقيق الاستقرار المالي من خلال تشجيع الاستثمار الأجنبي وتقليل تكاليف المعاملات التجارية الدولية.
ومع ذلك، فقد عجزت الحكومة عن التحكم في السياسة النقدية بعد الدولرة، حيث أصبحت قيمة العملة مرتبطة بالاحتياطي الفيدرالي الأمريكي. أدى سعر الصرف الثابت، حيث كان الدولار الأمريكي الواحد يعادل 8.75 كولون، إلى انخفاض القوة الشرائية للسكان. كما أدت الدولرة إلى تباطؤ صادرات السلفادور، إذ لم تتمكن من المنافسة مع العملات المنخفضة القيمة في البلدان النامية الأخرى مثل الصين. وأضرّ نقص الوعي المالي بالسكان، إذ لم يكونوا على دراية بكيفية استخدام الدولار الأمريكي أو فهم قيمته.
في عام 2020، شكلت التحويلات المالية 23% من الناتج المحلي الإجمالي للسلفادور، وكانت تُرسل عبر مؤسسات تحويل الأموال التي تعتمد على المعاملات الشخصية.
في عام 2019، تبنت قرية "إل زونتي" البيتكوين كوسيلة للدفع، بعد تبرع بقيمة 100,000 دولار من البيتكوين من جهة مجهولة. كان الشرط الأساسي للتبرع هو أن تعتمد القرية اقتصادًا دائريًا قائمًا على البيتكوين. لم يكن لدى العديد من سكان "إل زونتي" إمكانية الوصول إلى الخدمات المصرفية، لكنهم تمكنوا من استخدام البيتكوين عبر الأجهزة المحمولة وأجهزة الصراف الآلي الخاصة بالبيتكوين في المناطق التجارية. أصبحت القرية تُعرف لاحقًا بـ"شاطئ البيتكوين" وتم الاستشهاد بها كنموذج لاستخدام العملات الرقمية كعملة قانونية. بحلول عام 2022، حاولت هندوراس وغواتيمالا جذب السياح من خلال إنشاء "مراكز بيتكوين".

### التبني
في 5 يونيو 2021، أعلن رئيس السلفادور عن مشروع قانون لاعتماد البيتكوين كعملة قانونية، عبر فيديو باللغة الإنجليزية خلال مؤتمر البيتكوين 2021 في ميامي. ادعى نجيب أن تبني البيتكوين سيسهل على السلفادوريين المقيمين في الخارج إرسال التحويلات المالية لأقاربهم داخل البلاد، وسيسهل أيضًا إجراء المعاملات الرقمية للأشخاص غير المتعاملين مع البنوك.
في 9 يونيو 2021، صوتت الجمعية التشريعية للسلفادور لصالح قانون البيتكوين بأغلبية 62 من أصل 84 نائبًا. أعلنت الحكومة تخصيص 150 مليون دولار لدعم البيتكوين. رفض البنك الدولي طلب الحكومة بالمساعدة في تنفيذ القانون بسبب مخاوف تتعلق بالشفافية وتأثير التعدين على البيئة. كما أعلنت الحكومة أنها ستوزع ما يعادل 30 دولارًا أمريكيًا من البيتكوين لكل شخص يسجل في محفظة إلكترونية تُسمى "تشيفو" (تعني "رائع" بالسلفادورية)، بتكلفة تصل إلى 75 مليون دولار.
أظهرت استطلاعات للرأي أجرتها جامعة أمريكا الوسطى في سبتمبر 2021 أن 9 من كل 10 سلفادوريين لم يكن لديهم فهم واضح لماهية البيتكوين، وأن 68% منهم عارضوا قرار اعتماده كعملة قانونية. وفي 6 سبتمبر 2021، اشترت حكومة السلفادور 400 بيتكوين، بقيمة تقدر بحوالي 20.9 مليون دولار في ذلك الوقت. وفي 7 سبتمبر 2021، دخل قانون البيتكوين حيز التنفيذ، ليصبح البيتكوين عملة قانونية في السلفادور، ما جعلها أول دولة في العالم تعتمد العملة الرقمية كعملة رسمية. وكجزء من هذا الاعتماد، بدأت الحكومة في إلزام جميع الشركات بقبوله كوسيلة للدفع. وبموجب القانون، لا تخضع المعاملات بالبيتكوين لضريبة أرباح رأس المال، ويُمنح المستثمرون الأجانب الذين يستثمرون ما يزيد عن 3 بيتكوين في البلاد حق الإقامة الدائمة.

### ردود الفعل
أثار اعتماد البيتكوين كعملة قانونية في السلفادور انتقادات واسعة على الصعيدين الدولي والمحلي. في 7 سبتمبر، تجمع آلاف المتظاهرين في سان سلفادور للاحتجاج على إطلاق محفظة "تشيفو" واعتماد البيتكوين. جاءت هذه الاحتجاجات بسبب المخاوف بشأن عدم الشفافية في إنشاء قانون البيتكوين وتطوير منصة "تشيفو"، إضافة إلى استخدام أموال الضرائب لشراء البيتكوين. كما أن انخفاض معدل انتشار الإنترنت في البلاد كان من بين العوامل التي تحد من إمكانية استخدام العملة الرقمية.
حذر العديد من الخبراء الماليين الدوليين من أن تقلبات البيتكوين قد تُدخل مخاطر غير ضرورية وتزيد من عدم الاستقرار في الاقتصاد السلفادوري الذي يعاني من التخلف. وفي يوليو 2021، خفضت خدمة المستثمرين للتصنيف الائتماني تصنيف السلفادور الائتماني، مشيرة إلى سياسات الرئيس نجيب المالية واعتماد البيتكوين كأحد العوامل. وفي اليوم التالي لاعتماد السلفادور للبيتكوين، اقترح عضو الكونغرس البنمي غابرييل سيلفا مشروع قانون مشابه يمنح "اليقين القانوني والتنظيمي والضريبي لاستخدام الأصول الرقمية والعملات المشفرة في جمهورية بنما."
اقترح بعض النقاد أن ميزة البيتكوين في إخفاء الهوية قد تُسهل الانخراط في غسل الأموال والأنشطة الإجرامية. وتمت الإشارة بشكل خاص إلى إمكانية استخدام البيتكوين في التهرب الضريبي والمعاملات المرتبطة بالعصابات العابرة للحدود والاتجار بالبشر في السلفادور.
في المقابل، دعم مجتمع العملات الرقمية العالمي القانون بشكل كبير، إذ اعتقدوا أنه قد يؤدي إلى قبول أوسع للعملات المشفرة من قبل الدول والبنوك المركزية. وشارك مؤيدو العملات الرقمية على منصات التواصل الاجتماعي مقاطع فيديو تُظهر استخدام البيتكوين في شراء منتجات من سلاسل مطاعم مثل ستاربكس وبيتزا هت وماكدونالدز.
أظهر استطلاع أجراه مركز الدراسات المدنية في جامعة فرانسيسكو غافيديا في نوفمبر 2021 أن 91% من السلفادوريين يفضلون استخدام الدولار الأمريكي على البيتكوين. وفي يناير 2022، أفادت مجلة فورتشن أن التحول إلى البيتكوين جعل إرسال الحوالات أكثر صعوبة للعديد من السلفادوريين، بدلاً من أن يكون أسهل كما وُعد، بسبب ارتفاع الرسوم المرتبطة بمعاملات البيتكوين مقارنة بالحوالات التقليدية.
في يناير 2022، حث صندوق النقد الدولي السلفادور على التوقف عن استخدام البيتكوين كعملة قانونية، مشيراً إلى مخاطره على الاستقرار المالي والنزاهة وحماية المستهلك في البلاد. وذكر الصندوق أن الاستمرار في استخدام البيتكوين سيجعل من الصعب منح السلفادور قرضاً بقيمة 1.3 مليار دولار كان قيد المناقشة.
وفي مقابلة أجراها الرئيس نجيب مع تاكر كارلسون في عام 2023، نسب نجيب الفضل لقانون البيتكوين في زيادة السياحة إلى السلفادور بنسبة 95%.

## استخدام البيتكوين وتأثيره الاقتصادي في السلفادور

### التأثير الفوري في 2021

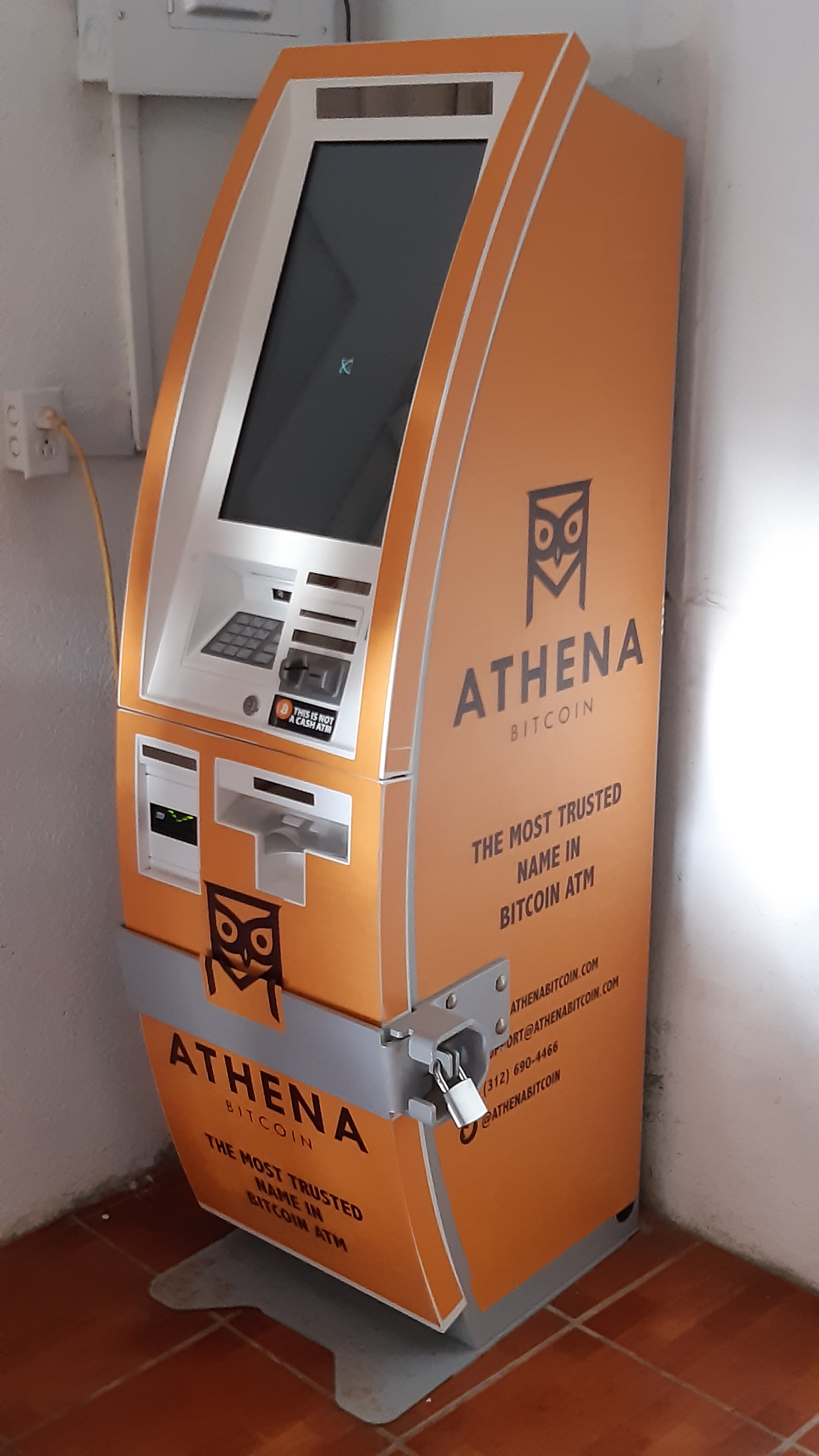
صراف آلي للبيتكوين من أثينا في السلفادور

تم إطلاق تطبيق "تشيفو" (Chivo) في أكتوبر 2021، لكنه واجه انتقادات فورية بسبب مشكلات تتعلق بمعالجة المدفوعات والمعاملات. وفي وقت مبكر من اليوم الأول للإطلاق، أكد الرئيس نجيب عبر تويتر أن التطبيق لم يكن متاحًا على متاجر أبل ستور أو هواوي، رغم أن هواوي أضافته لاحقًا. تم تعطيل "تشيفو" بعد ساعات من إطلاقه لزيادة سعة الخوادم. كما عانى النظام من عمليات سرقة هوية أدت إلى سرقة المكافآت التي قُدمت للمستخدمين الجدد. بعد الإطلاق بفترة قصيرة، أعلنت "تشيفو" تغيير ميزات التسعير لمنع المضاربة، مما أثار شكاوى حول صعوبة التداول اليومي والاختلافات في الأسعار.
توقف غالبية المستخدمين عن استخدام المنصة بعد حصولهم على مكافآت تسجيل الدخول الخاصة بهم. ووفقًا لصحيفة فاينانشال تايمز، أفاد أحد أكبر بنوك السلفادور أن أقل من 0.0001% من معاملات الأسبوع الأول عبر "تشيفو" تمت باستخدام البيتكوين.
في عام 2021، بدأت حكومة السلفادور بشراء البيتكوين، وأنفقت حوالي 85.5 مليون دولار بين سبتمبر 2021 ويناير 2022. ومع ذلك، انخفضت قيمة البيتكوين بحوالي 45% من قيمتها بحلول يناير 2022، ما أدى إلى خسائر تُقدر بـ22 مليون دولار في الاحتياطيات الوطنية للسلفادور. استمرت الحكومة بشراء البيتكوين أثناء تراجع الأسعار، وكان لديها ما لا يقل عن 1801 وحدة بيتكوين تُقدر قيمتها بـ66 مليون دولار حتى يناير 2022.
أعلن نجيب أن الحكومة ستستخدم الطاقة الجوفية المستدامة لتعدين البيتكوين، وهي عملية تتطلب كميات كبيرة من الطاقة. كما أعلن عن خطط لبناء مدينة البيتكوين عند قاعدة بركان "كونتشاغوا"، التي ستُزوَّد بالطاقة الجوفية وتُعفى من ضرائب الدخل.
أدى هذا الإعلان إلى انخفاض قيمة سندات السلفادور الخارجية بنسبة 30% في ديسمبر 2021. وفي عام 2022، بدأت الحكومة السلفادورية في صياغة تشريع لإنشاء سندات بقيمة مليار دولار أُطلق عليها اسم "سندات البركان". سيتم تخصيص نصف قيمة هذه السندات لتمويل مشروع "مدينة البيتكوين" الذي اقترحه الرئيس نجيب، بينما يُستخدم النصف الآخر لشراء البيتكوين مع الالتزام بحجزه لمدة خمس سنوات.
في وقت لاحق من ذلك العام، وبعد مرور 100 يوم على دخول قانون البيتكوين حيز التنفيذ، أظهر استطلاع أجرته جامعة أمريكا الوسطى أن 34.8% من السكان ليس لديهم ثقة بالبيتكوين، و35.3% لديهم ثقة قليلة، بينما أعرب 13.2% عن وجود بعض الثقة، و14.1% أعربوا عن ثقة كبيرة بالعملة الرقمية. وأظهر الاستطلاع أيضًا أن 56.6% من المشاركين قاموا بتحميل المحفظة الحكومية للبيتكوين، ولكن 62.9% منهم لم يستخدموها على الإطلاق أو استخدموها مرة واحدة فقط، في حين أن 36.3% استخدموا البيتكوين مرة واحدة على الأقل شهريًا.

### استخدام البيتكوين في 2022
بعد عام من تبني البيتكوين، أظهرت الدراسات الاقتصادية أن العملة الرقمية لم تُستخدم على نطاق واسع في السلفادور، ويرجع ذلك جزئيًا إلى قلة الوعي الرقمي. وجدت دراسة نشرها المكتب القومي للأبحاث الاقتصادية في الولايات المتحدة أن 20% من الأشخاص الذين قاموا بتحميل تطبيق Chivo لم يستخدموا مكافأتهم البالغة 30 دولارًا. كما أن 61% من مستخدمي Chivo توقفوا عن استخدام التطبيق بعد إنفاق مكافأتهم. على الرغم من الدعم الحكومي لقبول البيتكوين على نطاق واسع، قدر أن 20% فقط من الأعمال التجارية كانت تقبل الدفع بالبيتكوين بحلول عام 2022. ووجدت غرفة التجارة السلفادورية أن 14% فقط من الشركات في السلفادور قد أجرت معاملات بيتكوين بين سبتمبر 2021 ويوليو 2022، بينما 3% من الشركات اعتبرت أن القدرة على استخدام البيتكوين كانت ذات قيمة. ووفقًا للبنك المركزي السلفادوري، تم استخدام البيتكوين في 1.9% من المدفوعات المالية المرسلة إلى السلفادور بين سبتمبر 2021 وأبريل 2022. وذكرت وسائل الإعلام أن البيتكوين فشل في زيادة الإيرادات السياحية، وأن استخدامه حتى في المناطق السياحية كان مقتصرًا على أقلية من السياح. ومع ذلك، أفادت بعض الشركات بأنهم شهدوا زيادة بنسبة 30% في الأعمال من السياح الذين يستخدمون العملات الرقمية.
في مارس 2022، أعلنت الحكومة السلفادورية أن مشروع "سندات البراكين" قد تم تأجيله، مشيرة إلى الظروف الاقتصادية العالمية والغزو الروسي لأوكرانيا كعوامل أدت إلى هذا التأجيل.
بعد انهيار سوق العملات الرقمية في 2021-2022، خسر البيتكوين حوالي 70% من قيمته بحلول يونيو 2022 مقارنةً بأعلى مستوى له في نوفمبر 2021. في هذه الفترة، كان نجيب قد أنفق حوالي 150 مليون دولار أمريكي، أي ما يعادل نحو 4% من الاحتياطيات الوطنية لسلفادور، للاستثمار في البيتكوين. ووفقًا لهيئة الإذاعة البريطانية (BBC)، كانت الـ 2,300 بيتكوين التي اشتراها الحكومة السلفادورية قد فقدت 50% من قيمتها بحلول منتصف 2022. خلال هذه الفترة، انخفض معدل النمو الاقتصادي في سلفادور، وتوقع العديد من الاقتصاديين أنها قد تتخلف عن سداد ديونها. ردًا على هذه القضايا، قام نجيب بتقليص الإنفاق العام، بما في ذلك بنية المياه التحتية والخدمات العامة في بعض البلديات. وقد رد بشكل متكرر على تقلبات سوق العملات الرقمية بالإعلان على تويتر أنه "يشتري الانخفاض". في يونيو 2022، اشترى 80 بيتكوين إضافية. وصرح وزير المالية السلفادوري أليخاندرو زيلايا أن البلاد لم تخسر أي أموال خلال الانهيار لأنهم لم يبيعوا أيًا من عملاتهم البيتكوين.
قبل الانهيار، كانت عدة دول قد أعلنت عن خططها لاعتماد البيتكوين كعملة قانونية، لكن جمهورية إفريقيا الوسطى كانت الدولة الوحيدة التي قامت بذلك بحلول منتصف 2022.

### 2023–2024
بحلول سبتمبر 2023، وبعد مرور عامين على دخول قانون البيتكوين حيز التنفيذ، أفادت صحيفة إل باييس الإسبانية أن اعتماد البيتكوين لا يمكن وصفه لا بنجاح ولا بفشل، بل يجب أن يُفهم على أنه حقق نتائج من كلا الجانبين. "عند تقديم العملة للسكان، كانت الفكرة هي أن يتم استخدامها في جميع أنواع المعاملات: من شراء الطعام من الباعة المتجولين إلى شراء العقارات."
ومع ذلك، فإن اختراق المئات من محافظ تشيفو ربما أثر على ثقة الكثيرين، حيث تم تحويل 1.3% فقط من التحويلات المالية إلى السلفادور باستخدام العملات الرقمية في عام 2023، بينما كانت النسبة أكبر في المكسيك بنسبة 4%. ويرجع ذلك جزئيًا إلى التاريخ الأطول لاستخدام الدولار الأمريكي كعملة قانونية في السلفادور، مما يوفر بعض الحماية للقدرة الشرائية من التضخم والانخفاضات في القيمة. ويُحتمل أن يتجاوز اعتماد البيتكوين في الأرجنتين اعتمادها في السلفادور. أدت تقلبات سعر البيتكوين إلى خسارة استثمارات السلفادور في البيتكوين نحو 45 مليون دولار أمريكي، مع وجود رصيد من البيتكوين بلغ حوالي 76.5 مليون دولار أمريكي بحلول سبتمبر 2023. وقد تباطأ الاعتماد الجماعي للبيتكوين بسبب غياب عملية تعليمية متماسكة على مستوى البلاد. من ناحية أخرى، أدى هذا إلى زيادة كبيرة في هجرة الأعمال ورؤوس الأموال إلى السلفادور، ووضع البلاد ونجيب في العناوين.
بحلول ديسمبر 2023، تم الإبلاغ عن أن البيتكوين الذي اشترته إدارة نجيب قد ارتفعت قيمته، وأصبح يساوي 3.7 مليون دولار أمريكي أكثر مما تم شراؤه به. ومع ذلك، لم تكن إدارة نجيب قد استردت بعد نفقات اعتماد وترويج العملة المشفرة.
وبحلول مارس 2024، كانت رهانات السلفادور على البيتكوين قد حققت ربحًا بنسبة 50٪، حيث سجل البيتكوين أعلى مستوى تاريخي له بأكثر من 69,000 دولار أمريكي.
في ديسمبر 2024، وافقت السلفادور، في إطار اتفاقية قرض بقيمة 1.4 مليار دولار أمريكي من صندوق النقد الدولي، على تقليص شراء البيتكوين، وإلغاء متطلبات قبول البيتكوين من قبل التجار، وعدم قبول مدفوعات الضرائب بالعملة الرقمية، وكذلك تقليص مشاركتها في محفظة تشيفو.